# Quercus similis
Quercus similis là một loài thực vật có hoa trong họ Cử. Loài này được Ashe miêu tả khoa học đầu tiên năm 1924.

## Hình ảnh